# 秋の十字架
『秋の十字架』（あきのじゅうじか）は、忌野清志郎と藤井裕によるラフィータフィー名義2枚目のスタジオ・アルバム。2000年11月11日発売。

## 解説
『夏の十字架』発売から約4ヶ月を経ての新作。本作もインディーズからリリース。

## シークレット・トラック
CDの31曲目～38曲目に「魅惑のボナトラ」が収録。（同時発売のアナログ盤付属ソノシートはロング･バージョンで収録）。そのためCDの10曲目～30曲目は無音となっている。

## 収録曲
1. 水の泡
（作詞･作曲：忌野清志郎）
2. ひとりの女性に
（作詞･作曲：藤井裕、忌野清志郎）
3. 口癖
（作詞：忌野清志郎　作曲：Like Uncolored Velvet）
4. グレイトフル・モンスター
（作詞･作曲：忌野清志郎、藤井裕）
5. ユーモア
（作詞･作曲：忌野清志郎、渡辺慎）
6. 食えない男
（作詞･作曲：忌野清志郎）
7. クラス
（作詞･作曲：忌野清志郎、藤井裕）
8. 凍えて眠れ
（作詞･作曲：忌野清志郎）
9. Good Night Sleep Tight
（作詞･作曲：忌野清志郎、藤井裕）